# DBeaver
DBeaver е безплатна и междуплатформена система за управление на бази от данни. За релационни бази от данни се използва приложно-програмният интерфейс JDBC и връзката се осъществява посредством JDBC драйвер. За нерелационни бази от данни се използват други драйвери, предимно със затворен код. Програмата поддържа множество плъгини, които дават възможност на потребителя да добавя нови функционалности.

## История
Проектът стартира през 2010 г. Първоначалната идея е DBeaver да е безплатна програма с отворен код с удобен графичен интерфейс, която администраторите на бази от данни могат да използват като алтернатива на съществуващите платени системи за управление на бази от данни. Първата версия е пусната през 2011 г. и не след дълго продуктът добива широка популярност сред компютърните ентусиасти.
DBeaver поддържа най-различни бази данни, включително:
- MySQL
- MariaDB
- PostgreSQL[2]
- Microsoft SQL Server
- Firebird
- Teradata
- SQLite

През 2014 г. се появява DBeaver Enterprise Edition, която през 2017 г. става платена. Тази версия поддържа и нерелационни бази от данни:
- MongoDB
- Cassandra
- Redis